# Ейч-Куельяр-Естейтс (Техас)
Ейч-Куельяр-Естейтс (англ. H. Cuellar Estates) — переписна місцевість (CDP) в США, в окрузі Старр штату Техас. Населення — 11 осіб (2020).

## Географія
Ейч-Куельяр-Естейтс розташований за координатами 26°33′40″ пн. ш. 99°7′33″ зх. д. / 26.56111° пн. ш. 99.12583° зх. д. (26.561135, -99.125787).  За даними Бюро перепису населення США в 2010 році переписна місцевість мала площу 0,04 км², уся площа — суходіл.

## Демографія
Згідно з переписом 2010 року, у переписній місцевості мешкало 20 осіб у 7 домогосподарствах у складі 6 родин. Густота населення становила 562 особи/км².  Було 9 помешкань (253/км²).
Расовий склад населення:
| - 100,0 % — білих |

До двох чи більше рас належало 0,0 %. Частка іспаномовних становила 85,0 % від усіх жителів.
За віковим діапазоном населення розподілялося таким чином: 25,0 % — особи молодші 18 років, 60,0 % — особи у віці 18—64 років, 15,0 % — особи у віці 65 років та старші. Медіана віку мешканця становила 38,5 року. На 100 осіб жіночої статі у переписній місцевості припадало 150,0 чоловіків;  на 100 жінок у віці від 18 років та старших — 114,3 чоловіків також старших 18 років.
Цивільне працевлаштоване населення становило 5 осіб. Основні галузі зайнятості: освіта, охорона здоров'я та соціальна допомога — 100,0 %.